# Anne Tauber
Anne Tauber (Haarlem, 19 mei 1995) is een Nederlands mountainbikster en marathonschaatsster. Ze is drievoudig Nederlands kampioene mountainbike XCO.

## Biografie

### Schaatsjeugd
Tauber kreeg op school in haar geboortestad Haarlem schaatsles. Ze kreeg het advies om naar een topsportschool te gaan. Ze koos voor de topsportschool in Heerenveen en werd daar opgenomen in de Friese schaatsselectie. Haar familie besloot om met Anne mee te verhuizen naar Oranjewoud. 
In de uitslagen van de jeugdcategorieën komt Tauber veelvuldig terug in de nationale kampioenschappen langebaan en de internationale Viking Races. Op de kortere afstanden kon ze niet tippen aan leeftijdsgenotes zoals Antoinette de Jong, maar naarmate de afstanden langer werden, kwam ze dichter bij het podium. In 2012 won ze brons op het NK 1500 meter voor Junioren B en in 2014 won ze brons op de 5000 meter voor Junioren A, achter een ontketende Esmee Visser. Bij het marathonschaatsen won ze zilver op de NK Junioren B in 2012.

### Mountainbiken
Tauber begon 2017 met de winst in de driedaagse Algarve Bike Challenge samen met de Oostenrijkse Lisa Mitterbauer. Later dat jaar werd Tauber derde op het Europese kampioenschappen mountainbike Cross-country bij de beloften. Enkel het Zwitserse duo Alessandra Keller en Sina Frei waren sterker. Ook werd ze voor het eerst Nederlands kampioene mountainbike bij de elite, een titel die ze nogmaals won in 2019 en 2021.
In 2018 maakte ze de overstap naar de professionals en kwam in het team van Bart Brentjens. Ze verhuisde naar Nijmegen waar ze haar mountainbike trainingen kan doen in het Reichswald, net over de grens in Duitsland, en in de bossen van Heumensoord bij Heumen/Malden.
In de eerste twee wereldbekermanches van 2018, in Stellenbosch en Albstadt, stond Tauber als derde op het podium. In Val di Sole werd ze tweede op de korte afstand XCC. In de eindstand van de wereldbeker eindigde ze dat jaar als vijfde. Een jaar later werd ze zesde in het eindklassement. In beide jaren eindigde ze als zevende op het wereldkampioenschap XCO.
Op 27 juli 2021 nam ze namens Nederland deel aan de Olympische Spelen in Tokio; op de mountainbike werd ze elfde, in dezelfde tijd als Pauline Ferrand-Prevot die tiende werd. In augustus werd ze derde op de Europese kampioenschappen in Novi Sad en in september derde in de wereldbekerwedstrijd van Snowshoe.
In 2023 stapte Tauber over naar het Orbea Factory Team.

### Marathonschaatsen
Tijdens de wintermaanden focust Anne Tauber zich op het marathonschaatsen. Ze rijdt geen volledig programma, want ze gebruikt het schaatsen vooral als voorbereiding op het nieuwe seizoen mountainbiken. Op de Weissensee won ze in 2018 de Alternatieve Elfstedentocht en werd ze een jaar eerder tweede. In 2020 werd ze tweede op het Open Nederlands Kampioenschap Natuurijs op de Weissensee. In de KPN Marathon Cup op kunstijs haalde ze twee keer een derde plaats (2015 Cup 4 in Haarlem, 2018 Cup 7 in Den Haag).

#### Ploegen per seizoen
2014/2015 · 2015/2016 · 2016/2017 : Artecef
2017/2018 · 2018/2019 · 2019/2020 : iM Farming
2020/2021 · 2021/2022 · 2022/2023 : Van Ramshorst Renault

### Veldrijden
In het Coronajaar 2020-2021 werden de meeste op binnenbanen georganiseerde schaatsmarathons afgelast en week Tauber uit naar de open lucht van het veldrijden. Ze reed zeven wedstrijden, haalde punten in de wereldbeker, superprestige en de X2O-trofee, en mocht naar de wereldkampioenschappen waar ze verdienstelijk vijftiende werd. Haar beste resultaat was een negende plek in Heusden-Zolder.
Een jaar later reed ze alleen mee in de wereldbekerwedstrijd van Val di Sole en werd dertiende. Dat was nog een plek beter dan in Hulst het jaar daarvoor. In het seizoen 2022-2023 reed ze mee in de Trofee-veldrit van Herentals en het Nederlands kampioenschap. In Zaltbommel vond een waar modderballet plaats. Ze eindigde op plek negen, een plaats voor Marianne Vos.

## Palmares

### Cross-country
| Seizoen | Wereldbeker | OS    | WK  | EK     | NK                          | Overige           | Totaal aantal zeges |  |
| ------- | ----------- | ----- | --- | ------ | --------------------------- | ----------------- | ------------------- |  |
| 2014    |             |       | NVT | NVT    | 6e                          |                   | 0                   |  |
| 2015    |             | NVT   | NVT | 10e    |                             | 0                 |                     |  |
| 2016    |             | DNQ   | NVT | NVT    | Brons                       | Llanelli          | 1                   |  |
| 2017    |             |       | NVT | NVT    | Goud                        |                   | 1                   |  |
| 2018    |             | 7e    | 6e  |        | Haiming, Eupen, Jelena Góra | 3                 |                     |  |
| 2019    |             | 7e    |     | Goud   | Haiming                     | 2                 |                     |  |
| 2020    |             | 21e   | 31e | Zilver | Wijster                     | 1                 |                     |  |
| 2021    |             | 11e   | 8e  | ↑      | Goud                        |                   | 1                   |  |
| 2022    |             |       | 23e | 14e    |                             | Salamina (#2, #3) | 2                   |  |
| 2023    |             | 14/10 | DNF | ↑      | Sittard                     | 1                 |                     |  |
|         |             |       |     |        |                             |                   |                     |  |
| Totaal  | 0           | 0     | 0   | 0      | 3                           | 9                 | 12                  |  |

### Veldrijden
| Seizoen   | WK  | EK | NK |             | Klassementen  | Klassementen | Klassementen |        | UCI- ranking |       | Podia | Podia | Podia | Aantal crossen |
| Seizoen   | WK  | EK | NK | Wereldbeker | Superprestige | Trofee       | Goud         | Zilver | UCI- ranking | Brons |       |       |       | Aantal crossen |
| --------- | --- | -- | -- | ----------- | ------------- | ------------ | ------------ | ------ | ------------ | ----- | ----- | ----- | ----- | -------------- |
| 2020-2021 | 15e | –  | –  |             | 26e           | 24e          | 36e          |        | 68e          |       | –     | –     | –     | 7              |
| 2021-2022 | –   | –  | –  | 42e         | –             | –            | 213          | –      | –            | –     | 1     |       |       |                |
| 2022-2023 | –   | –  | 9e | –           | –             | 53e          | 579          | –      | –            | –     | 2     |       |       |                |
| Totaal    | –   | –  | –  |             | –             | –            | –            |        | –            |       | –     | –     | –     | 10             |